# Sant Tirs d'Oliola
Sant Tirs d'Oliola és l'església parroquial d'Oliola, al municipi homònim de la Noguera, inclosa en l'Inventari del Patrimoni Arquitectònic de Catalunya.
És situada a pocs metres de les ruïnes del castell d'Oliola, en el primer replà del turó on s'assenta la vila.

## Història
La primera referència documental d'aquesta església es remunta al 7 de juliol de 1061, data en què Pere Miró, en el seu testament, donà la meitat dels seus béns per l'obra de l'església de Sant Tirs, esmentada com a parròquia. L'any 1080, la parròquia de «Sancti Tirssi» s'esmenta entre les afrontacions territorials d'uns alous venuts pels esposos Andreu Miró i Guila dins el terme d'Oliola. Les notícies restants són de donacions fetes a l'església en disposicions testamentàries. Entre 1080 i 1100, Adelaida, muller de Ponç Dalmau llegà «Sancti Tirsi de Uliola» quatre mancusos per misses. El 1101, Ramir llegà vuit sesters d'ordi a la parròquia de Sant Tirs. El 1119, Vidià llega una part dels seus béns mobles a «Sancti Tyrsi Uliole» entre altres esglésies. L'any 1164, Pere de Puigverd deixà a la parròquia de Sant Tirs una vinya i una coromina. D'altra banda, el rector d'Oliola figura mencionat en la relació de la dècima recol·lectada el 1391 a la diòcesi d'Urgell.
L'església fou modificada i ampliada al segle xviii.

## Arquitectura
Edifici d'una sola nau, coberta amb volta de canó de perfil semicircular, reforçada per dos arcs torals que arrenquen de sengles mènsules sense pilars. Aquest fet pot respondre a les remodelacions que patí l'edifici, en les quals s'enguixà tot l'interior, s'obriren capelles en els murs laterals, es construí un cor a l'extrem de ponent i el va estrènyer la nau en la seva unió amb l'absis per tal de suportar un cimbori. La nau és capçada a llevant per un absis semicircular a la qual s'obria mitjançant un arc presbiteral ara emmascarat pel regruix intern dels murs.

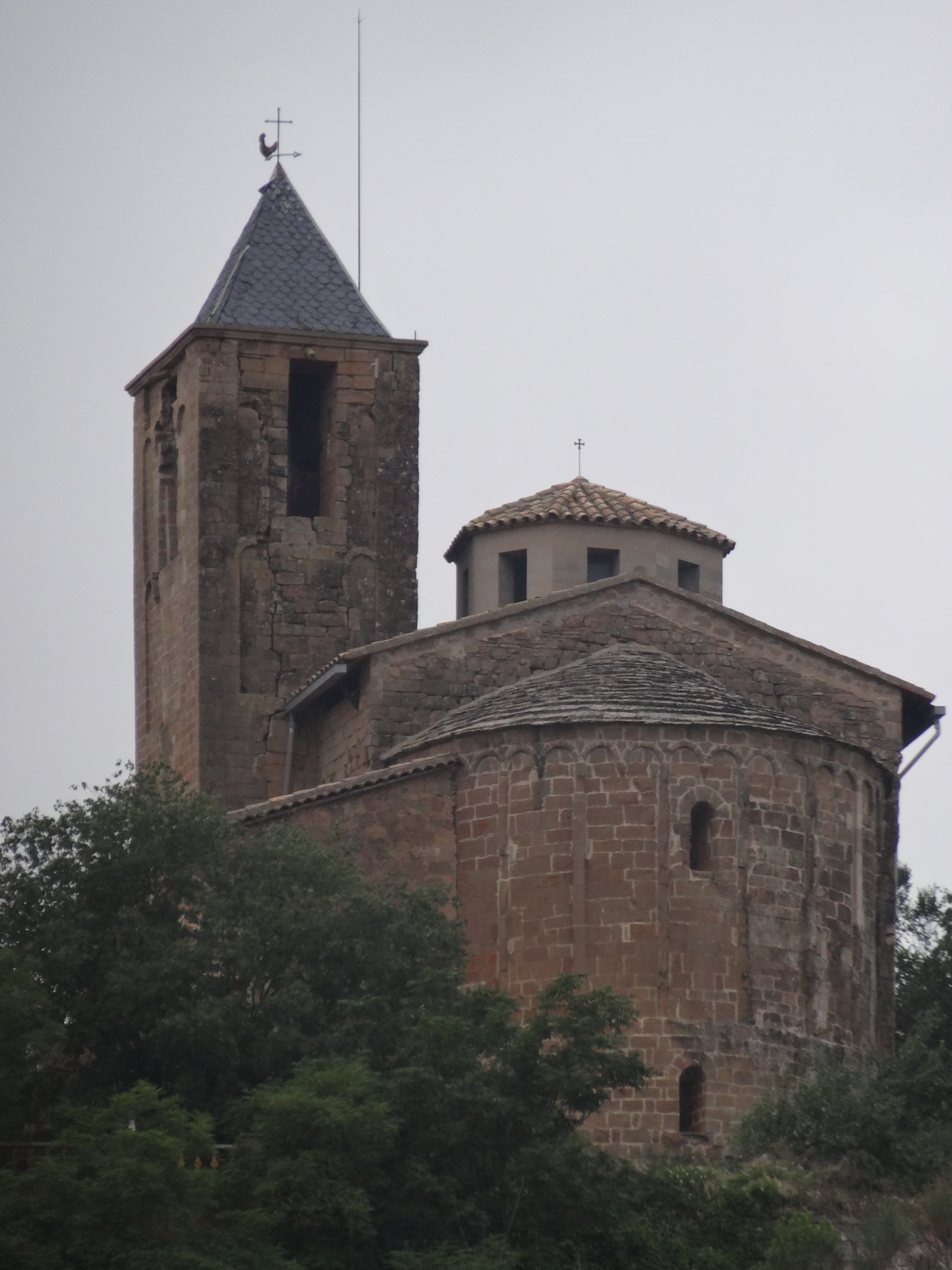
Absis

 L'absis s'acompanyava d'una antiga cripta; els vestigis del sostre de la cripta confirmen que era resolt amb voltes per aresta, suportades per semi-pilastres adossades als murs perimetrals i dues parelles de columnes de les quals es conserven les bases i els elements d'un fust octogonal, seguint el tipus més comú de les estructures de criptes alt-medievals catalanes. A l'absis s'obren tres finestres d'esqueixada doble i en el seu sòcol, al nivell de la cripta, n'hi ha tres més del mateix tipus i dues més a la façana sud. A la façana oest hi ha un ull de bou que sembla la reforma d'una finestra original.
La porta s'obre en la façana oest, resolta amb un arc de mig punt amb arquivolta llisa on hi ha un carreu molt erosionat amb decoració escultòrica. Al centre de la façana sud es conserva una altra porta, paredada que seria semblant a la porta de l'oest. Les façanes són mancades d'ornamentació, llevat de la façana absidal, on es desenvolupa una decoració sota el ràfec amb motius llombards d'arcuacions, en series de dues entre lesenes, que arrenquen d'una alta socolada, on s'obren les finestres de la cripta. A l'extrem sud de la nau, el campanar de torre de planta quadrada, comunica amb l'interior de la nau, i evidencia reformes amb noves obertures sobre una base romànica que deixa veure part de les arcuacions llombardes. Està rematat per una coberta en piramidal. L'aparell, molt regular, és format per carreus petits de pedra sorrenca, molt erosionats en alguns indrets però ben escairats i treballats amb tallant, disposats en filades molt ordenades amb algunes fileres de peces col·locades de través en el mur nord.
Per les característiques constructives i ornamentals de l'edifici, no hi ha cap dubte sobre la seva filiació dins les formes evolucionades de l'arquitectura llombarda de fi del segle xi o principi del segle xii.